# La Trétoire
La Trétoire is een gemeente in het Franse departement Seine-et-Marne (regio Île-de-France) en telt 389 inwoners (1999). De plaats maakt deel uit van het arrondissement Provins.

## Geografie
De oppervlakte van La Trétoire bedraagt 9,3 km², de bevolkingsdichtheid is 41,8 inwoners per km².
De onderstaande kaart toont de ligging van La Trétoire met de belangrijkste infrastructuur en aangrenzende gemeenten.

## Demografie
Onderstaande figuur toont het verloop van het inwonertal (bron: INSEE-tellingen).